# Ruiskopf
Ruiskopf är en bergstopp i Österrike.   Den ligger på gränsen mellan förbundsländerna Kärnten och Tyrolen (östra delen), i den centrala delen av landet. Toppen på Ruiskopf är 3 090 meter över havet.
Den högsta punkten i närheten är Roter Knopf, 3 281 meter över havet, 1,8 km sydost om Ruiskopf. Närmaste samhälle är Kals am Großglockner, väster om Ruiskopf. 
Trakten runt Ruiskopf består i huvudsak av kala bergstoppar och alpin tundra.